# Thiemo Nussbaumer
Thiemo Nussbaumer OSB (* 13. Dezember 1825 in Neukirchen am Großvenediger als Johann Nussbaumer; † 8. Februar 1900 in Salzburg) war ein Salzburger Seelsorger, Publizist, und Mönch des Stiftes St. Peter.

## Leben
Johann kam als Sohn des Schustermeisters Josef und seiner Frau, geborener Weilinger, unter ärmsten Verhältnissen zur Welt. Nach dem frühen Tod der Mutter wurde er am benachbarten Bauernhof (Urbauer, Sulzau) erzogen und kam zum Theologiestudium ins Salzburger Priesterseminar. Am 1. August 1851 war seine Priesterweihe. Er wirkte von 1851 bis 1854 als Kaplan in Schwoich und anschließend von 1854 bis 1860 als Deutsch- und Lateinlehrer am neu errichteten Gymnasium Borromäum in Salzburg. Ab 1860 war er wieder in der Pfarrseelsorge tätig.
Von 1867 bis 1882 war er Spiritual im Salzburger Priesterseminar. Grund für seinen Rücktritt war die Zulassung eines seiner Meinung nach ungeeigneten Kandidaten zur Priesterweihe. 1886 trat er am 25. März in die Benediktinerabtei St. Peter ein, wo er den Ordensnamen Thiemo annahm und am 11. Mai 1890 die Feierliche Profess ablegte.
Er unternahm eine Jerusalemreise.
Nussbaumer war mit dem Dichter und Hispanist Edmund Dorer befreundet.

## Hauptaufgaben
Nussbaumer gründete, zusätzlich zur Aufgabe im Seminar, die Tageszeitung Salzburger Chronik im Jahr 1864. Er wirkte als leitender Redakteur bis 1869. Er war Beichtvater im Kapuzinerinnenkloster Loreto.
Seine Gesundheit war stets schlecht und im Alter schlechter. Er war auf das Kloster beschränkt, konnte dennoch weiterhin als Beichtvater und Schriftsteller für die Salzburger Kirchenzeitung wirken. Für sie übersetzte er Texte aus dem Italienischen, Französischen und Spanischen.

## Werke
- Der Altkatholizismus im Lichte der geschichtlichen und christlichen Wahrheiten (Salzburg: Pustet 1888).
- Predigten.
- Zahlreiche Beiträge in der Salzburger Chronik ab 1865.